# Siam Paragon

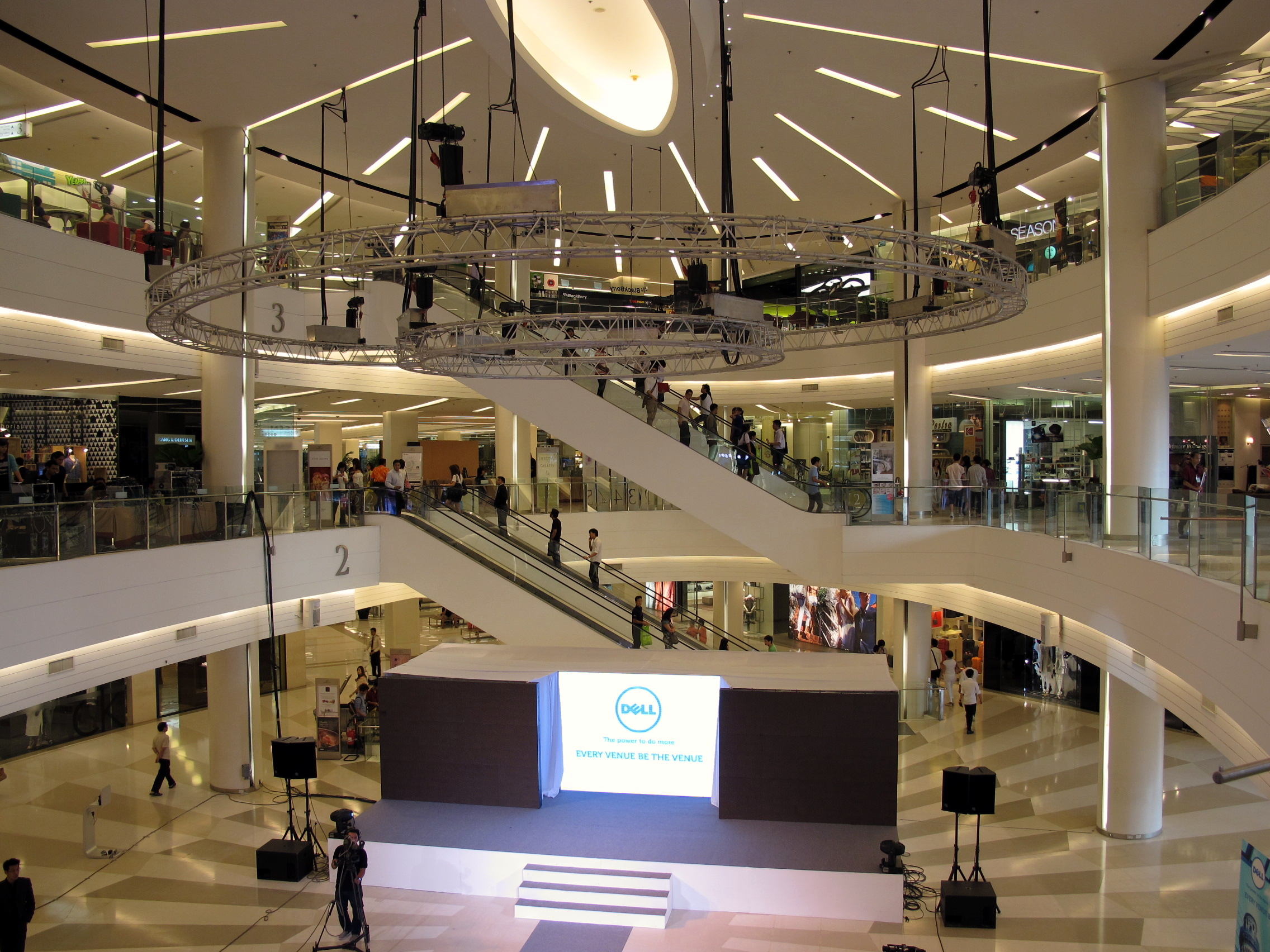
Atrio principal

Siam Paragon (en tailandés: สยามพารากอน) es un centro comercial en Bangkok, Tailandia. Es uno de los centros comerciales más grandes de Tailandia, junto con Iconsiam, CentralWorld y CentralPlaza WestGate .
Siam Paragon incluye una variedad de tiendas especializadas y restaurantes, así como un múltiplex (15 cines de pantalla grande), el acuario Sea Life Bangkok Ocean World, una sala de exposiciones, la Galería de Arte Tailandés y una sala de conciertos de ópera. También tiene una bolera y un centro de karaoke. Es una empresa conjunta de Siam Piwat, la empresa propietaria de los centros comerciales adyacentes Siam Center/Siam Discovery, y The Mall Group, propietaria de The Emporium . Los resultados financieros de Siam Paragon no son informados por Siam Paragon Development, de propiedad privada.

## Historia

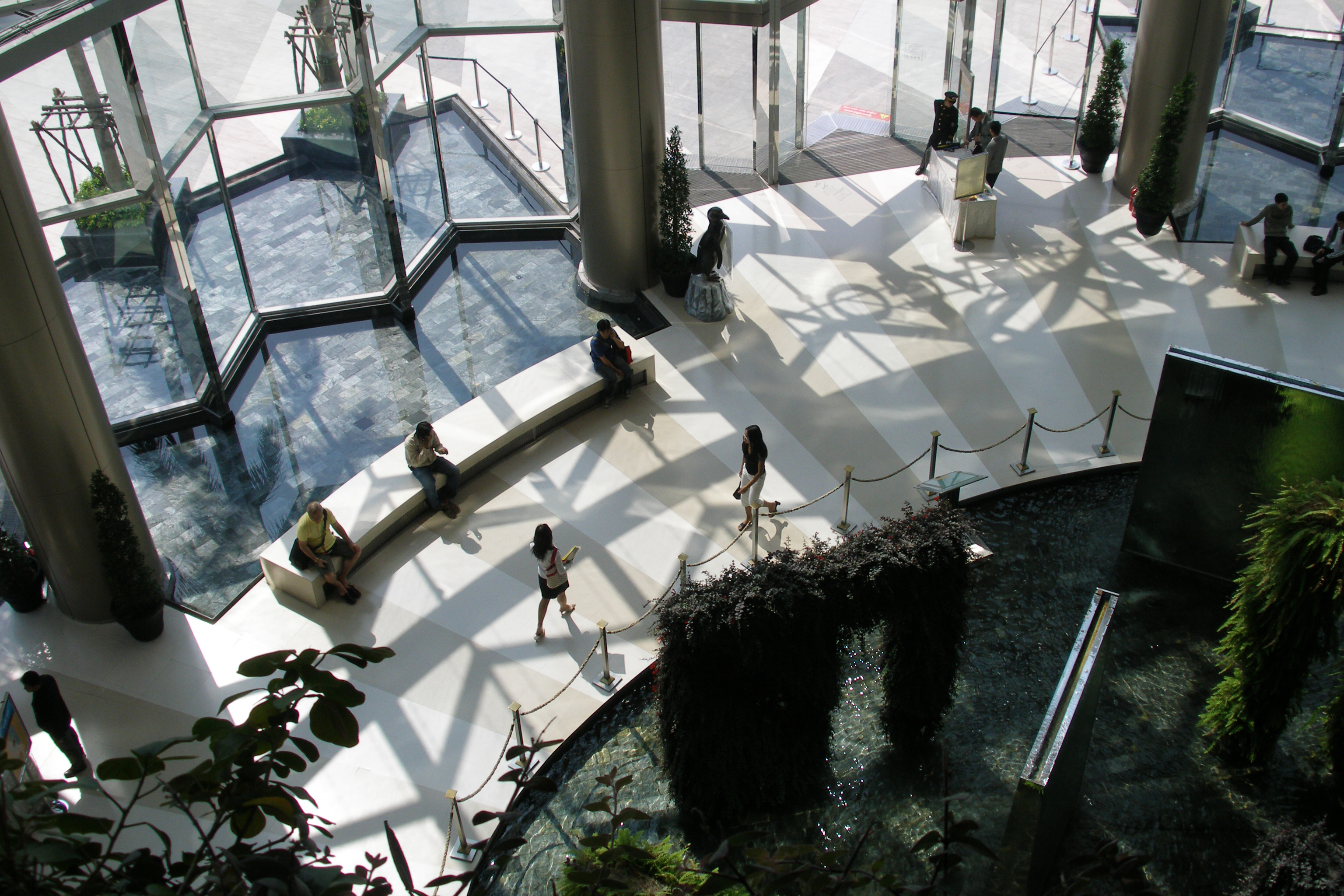
Entrada principal desde arriba

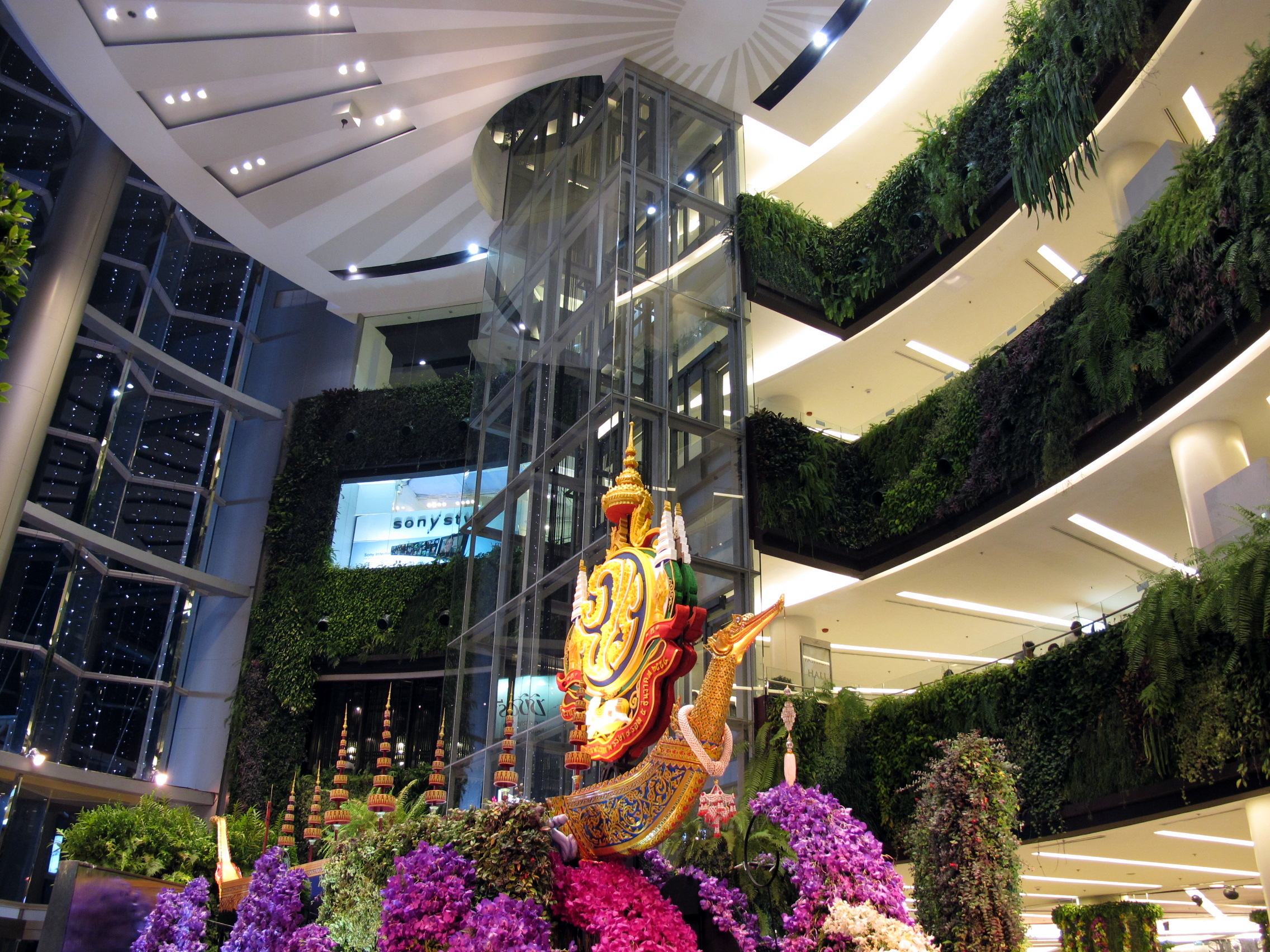
Vacío de la entrada principal

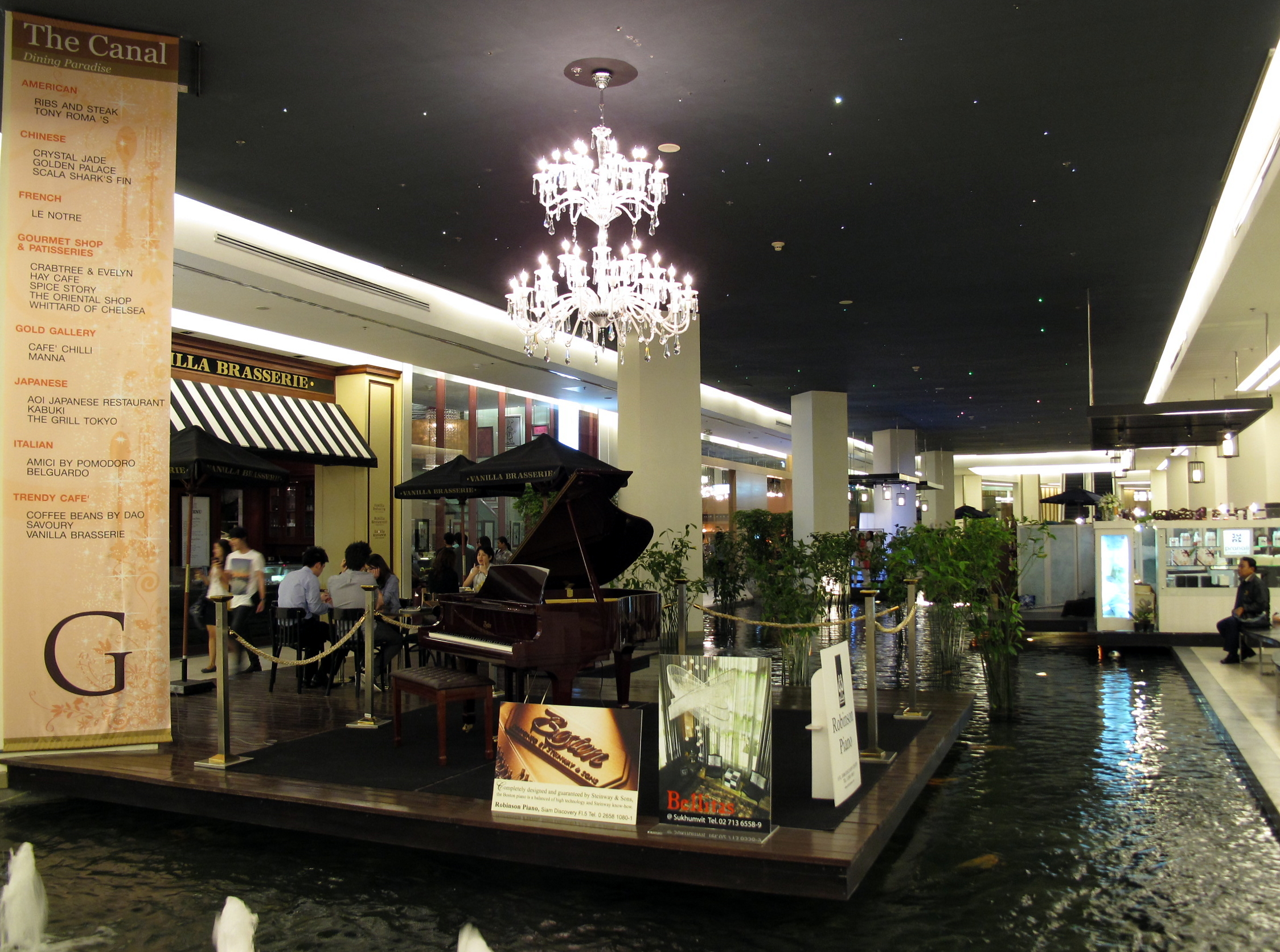
El Canal antes de la renovación en 2016

Siam Paragon se construyó en el antiguo sitio del Siam Intercontinental Hotel, que fue demolido en 2002 al final de su contrato de arrendamiento. El sitio, arrendado por 30 años, es tierra de la Oficina de Propiedad de la Corona y en un momento fue el parque real del Palacio de Sa Pathum . El centro comercial abrió el 9 de diciembre de 2005 a un costo de alrededor de 15 mil millones de baht o US $ 450 millones. Cubre un área de 500 000 metros cuadrados (50 ha)

## Ubicación
Siam Paragon está en Rama I Road en el distrito de Pathum Wan, junto a otras áreas comerciales. Está al lado de Siam Center y Siam Discovery Center y enfrente de Siam Square . MBK Center también está cerca. Una pasarela elevada debajo de las vías del BTS Skytrain une Siam Paragon con la intersección de Ratchaprasong, donde se encuentran CentralWorld, Gaysorn y varios otros centros comerciales y hoteles.

### Transporte
- BTS Skytrain Sukhumvit y Silom Lines: la estación Siam tiene un puente aéreo conectado al piso M de Siam Paragon.
- Aparcamiento: 100.000 metros cuadrados, con capacidad para 4.000 coches.

### Grandes almacenes y tiendas minoristas

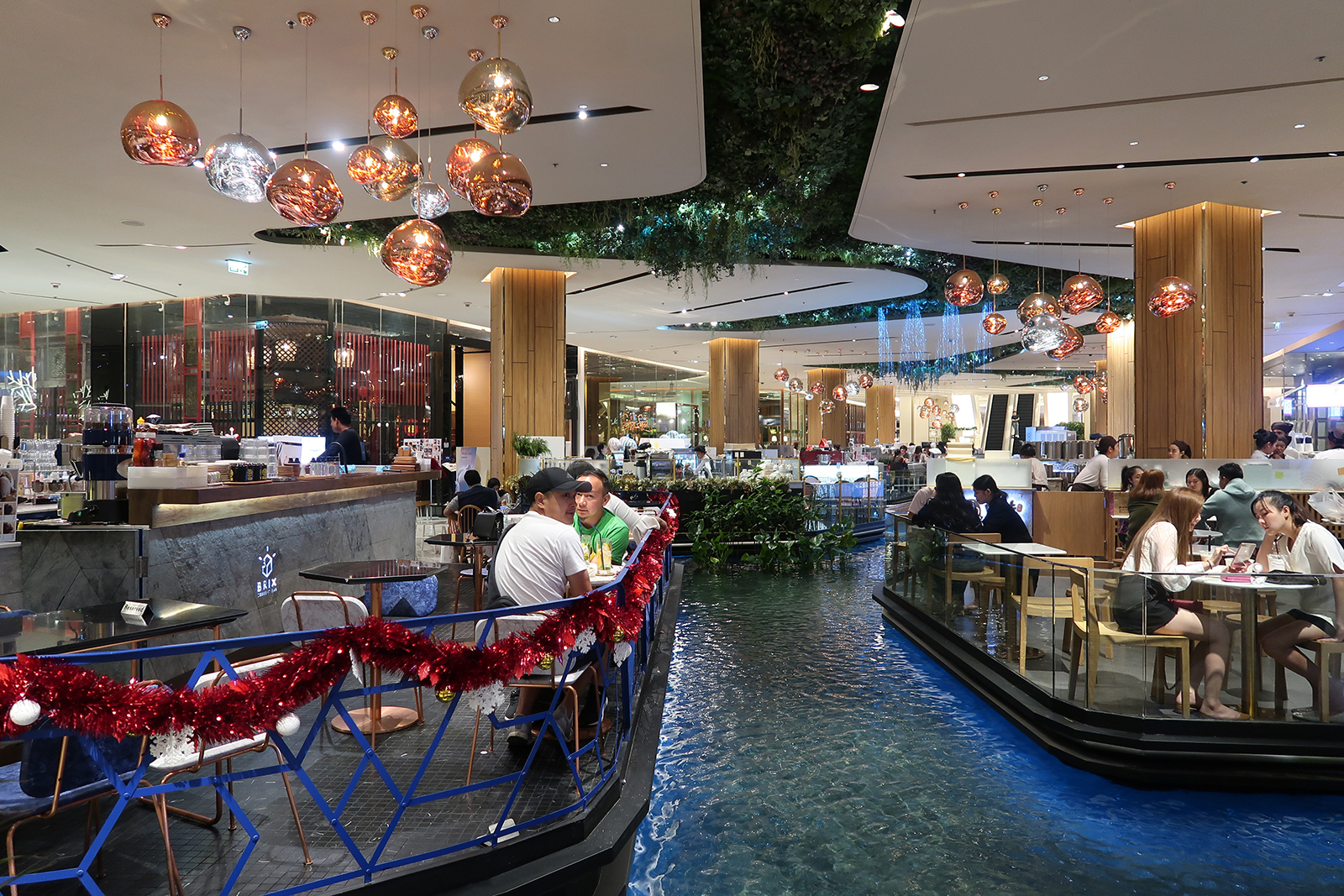
Jardín Gourmet en Planta Baja terminado en 2017

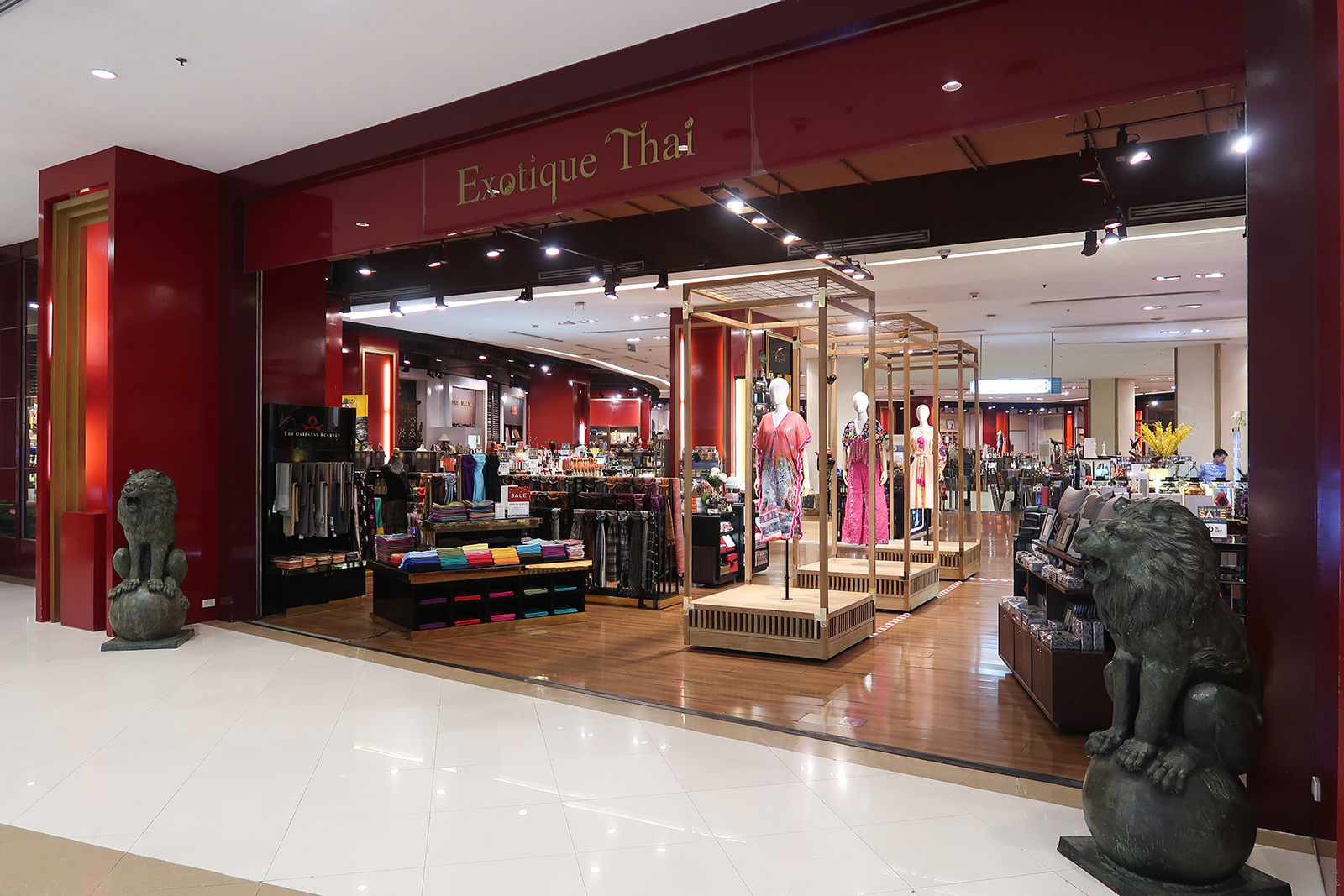
exótico tailandés en el nivel 4

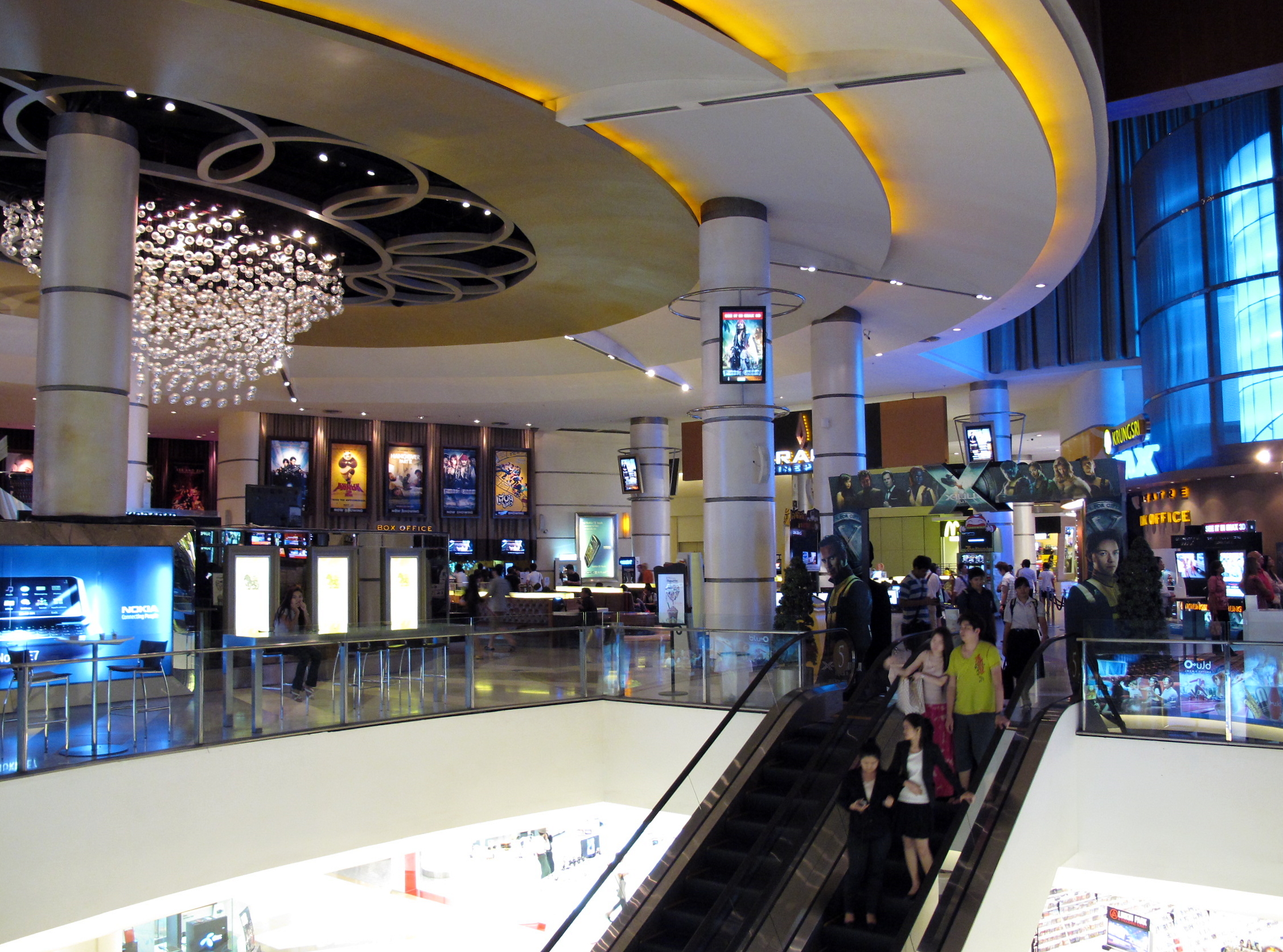
Cine Paragon en el nivel 5

Los grandes almacenes Paragon ocupan 50.000 metros cuadrados. Otros 40.000 metros cuadrados están dedicados a tiendas minoristas que venden productos que van desde ropa hasta comestibles y automóviles caros.

### Arte tradicional tailandés
Hay una sección de tiendas de artes tradicionales tailandesas que ofrecen una variedad de artículos decorativos de seda, marfil y antigüedades.

### Salón Real Paragon
El Royal Paragon Hall es una instalación para eventos de 12.000 metros cuadrados, con capacidad para 5.000 personas adecuada para conciertos, convenciones y exposiciones especiales.

### Hotel
El complejo de apartamentos y hotel Siam Kempinski se encuentra en un 13 acres (52 609,2 m²)   en la parte trasera de la propiedad Siam Paragon.

## Huella energética

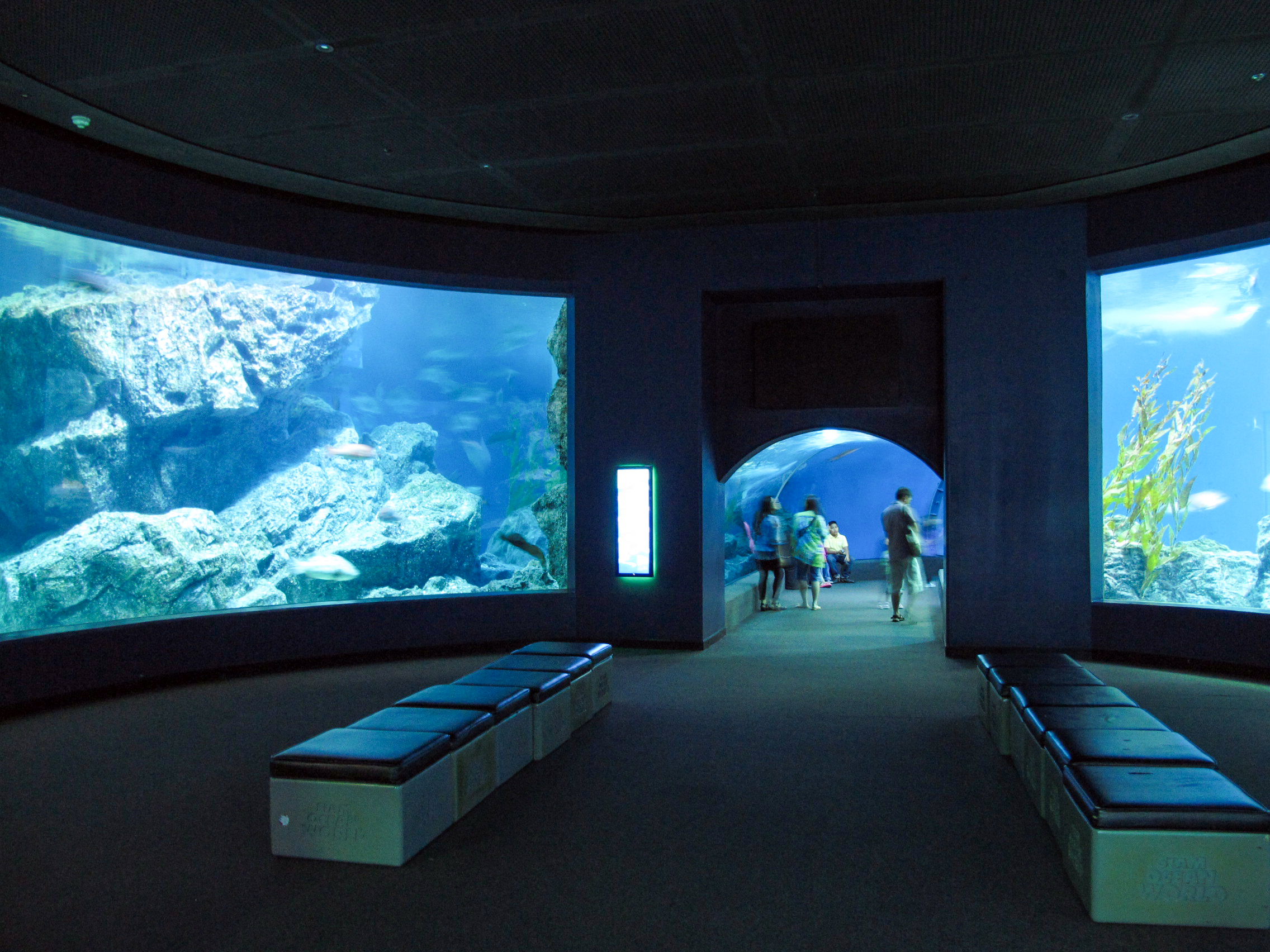
mundo oceánico de Siam

Siam Paragon consume aproximadamente 123 GWh de electricidad al año (2011). En comparación, durante el mismo período, el cuarto de millón de habitantes de la provincia de Mae Hong Son utilizó 65 GWh.